# Relaciones España-Albania
Las relaciones entre Albania y España se refieren a las relaciones diplomáticas formales entre la República de Albania y el Reino de España desde el reconocimiento mutuo de ambos países en septiembre de 1986 entre la entonces Albania comunista aperturista de Ramiz Alia y la España democrática del Segundo Gobierno González.
Previamente, se habían mantenido relaciones diplomáticas entre España y el Principado de Albania desde el 27 de agosto de 1922, si bien antes de eso ya había mantenido relaciones informales con el país, debido entre otras cosas a la condición de reclamante del trono albanés del diplomático Juan Pedro Aladro y Kastriota. Este reconocimiento mutuo se mantuvo en las épocas de la República Albanesa y la conversión en Reino bajo Zog I y por parte española de las dictaduras de Primo de Rivera y Dámaso Berenguer, así como en la etapa republicana. El reconocimiento se vio truncado con la invasión italiana de Albania y tras la Segunda Guerra Mundial, los estados resultantes de cada país (Albania comunista y España franquista) no se reconocieron mutuamente por ser dirigidos por ideologías enfrentadas en la Guerra Fría.

## Historia

### Reconocimiento histórico entre los territorios
Los territorios de los actuales países de España y Albania han sido de conocimiento por cada una de las partes desde la Antigüedad clásica, siendo ambos partes integrantes del Mundo grecorromano y, en concreto, del Imperio romano (provincias de Epiro e Hispania grosso modo).
En la Edad Media, los reinos peninsulares de Navarra y Aragón tuvieron contacto directo con el territorio albanés. En el caso de Navarra, financió una expedición militar del infante Luis de Navarra para intentar tomar el Ducado de Durazzo, por derecho de su mujer Juana. En el caso de Aragón, su expansión por el Mediterráneo y su búsqueda de dominio comercial le llevó a tener territorios cercanos a la costa albanesa como su alianza con Ragusa o los ducados griegos de Neopatria y Atenas. Incluso, se habla de que el mítico caudillo albanés Skanderbeg, pudo llegar a firmar un vasallaje con Alfonso V de Aragón en algún momento del siglo XV.
Poco después Albania sería conquistada por el Imperio otomano y no recuperaría su independencia hasta 1912, por lo que no pudo mantener relaciones internacionales con ningún estado.
Sí se puede atestiguar la continuidad del conocimiento del pueblo albanés y su historia en la cultura española, muestra de ello puede ser las referencias al reino medieval albanés en la obra Comedia del Blasón de los Chaves de Villalva de Lope de Vega de 1621. Otra muestra sería la obra realizada a comienzos del siglo XIX en tagalo en la Capitanía General de Filipinas Vida de Florante y Laura en el Reino de Albania, deducida de la historia o crónica pintoresca de las gestas del antiguo Imperio Heleno y versificada por un amante de la Poesía Tagala, más conocida como Florante y Laura obra del autor filipino Francisco Balagtas y traducida al español en 1916 por Epifanio de los Santos.

### Primer reconocimiento internacional
Comenzando la década de 1910, las revueltas albanesas dieron vista de la decadencia de un Imperio otomano moribundo con muchos enemigos fronterizos en Europa. Así, comenzó el camino a la independencia albanés bajo el liderazgo de Ismail Qemali. Según informó el diario arriacense La Unión, el diplomático español Juan Pedro Aladro y Kastriota marchó el 17 de junio de 1911 al Valiato de Scutari (provincia otomana con parte del territorio albanés actual) con intención de hacer valer su pretensión al trono de Albania ante la posible independencia de ésta. El 28 de noviembre de 1912, la revuelta albanesa triunfó y se hizo la declaración de Independencia de Albania a través de la Asamblea de Vlorë y Qemali, dando lugar a la Primera República albanesa y mandando un mensaje de la debilidad otomana a la Liga Balcánica.
Aladro y Kastriota no consiguió convencer con su programa al pueblo albanés, ni cuando el país pasó a ser un Principado de Albania, ganando la corona el príncipe alemán Guillermo Federico de Wied. Una vez terminada la primera guerra de los Balcanes, la autoproclamada Albania independiente vio fijadas sus fronteras en la conferencia de Florencia, siendo reconocida por los firmantes y garantes de los anteriores tratados de Londres y Bucarest.
El 10 de abril de 1914, varias potencias europeas reconocieron el nuevo estado, que fue intervenido por una fuerza neerlandesa (por la falta de intereses geopolíticos en la zona) ya que las potencias garantes no reconocían la autoridad del gobierno provisional albanés. El país fue efectivamente reconocido como Principado, dado la corona al príncipe Guillermo, que vio su reinado truncado por el estallido de la Primera Guerra Mundial mucho antes de haber podido reunir la suficiente autoridad sobre su país. Al negarse a apoyar al Imperio austrohúngaro en su ataque al Reino de Serbia, éstos le retiraron su apoyo, por lo que Guillermo Federico se quedó sin aliados internos ni externos a su reinado, huyendo del país el 3 de septiembre de 1914 dando comienzo en Albania una pugna civil entre los clanes nobiliarios antiguos por hacerse con la corona albanesa. Mientras, el país fue completamente ocupado por las potencias de la guerra.
En la Conferencia de Paz de París, se barajó la posibilidad de permitir la absorción del territorio albanés entre las potencias vecinas; aunque la oposición de la propia delegación albanesa con apoyos variopintos como el de Estados Unidos pudieron evitarlo, dejando el tema albanés como irresuelto para el final de la conferencia.
Los nacionalistas albaneses decidieron continuar sus actividades buscando el reconocimiento internacional, consiguiendo que la Sociedad de Naciones reconociese el Principado de Albania el 17 de diciembre de 1920, con la firme oposición de Francia, Yugoslavia y Grecia.
En un país aún dividido por las luchas de clanes, se internó una expedición militar yugoslava que ocasionó el envío de una expedición militar griega, consiguiendo a su vez que la Sociedad de Naciones interviniese para evitar la conquista del territorio. Grecia presentó ante la misma la Memoria sobre Epiro del Norte, defendiendo que le fuese concedido el territorio septentrional de Albania que los griegos consideraban la región de Epiro del Norte conquistada en 1913, aunque luego sería adjudicada al nuevo estado albanés.
Por su parte, figuras del gobierno albanés intentaron aunar un orden sobre el vacilante nuevo estado. Entre ellos destacó el entonces ministro del Interior, Ahmet Zogolli, consiguiendo varios reconocimientos nuevos del país. Entre estos reconocimiento, se dio el del Reino de España de Alfonso XIII el 27 de agosto de 1922, durante el gobierno de José Sánchez Guerra, muy contrario al intervencionismo militar de las potencias europeas centrales.
Antes de la invasión italiana de Albania en los meses anteriores a la Segunda Guerra Mundial y que Albania quedase absorbida en una unión personal con el rey títere italiano Víctor Manuel III, España llegó a abrir una legación diplomática en Tirana en abril de 1929, como parte de la política exterior del Directorio Civil de la dictadura de Primo de Rivera que comenzaba a orientar la política exterior del país hacia Portugal e Hispanoamérica tras el aumento de influencia internacional del país envalentonado tras el Desembarco de Alhucemas queriendo recuperar la pérdida que supuso el desastre de Annual.
Al final de la Segunda República Española, ésta no reconoció el Reino de Albania como territorio autónomo del Imperio italiano. Interrumpiéndose las relaciones durante el final de la guerra civil española y la Segunda Guerra Mundial.

### Periodo sin reconocimiento mutuo
El aislacionismo internacional del Primer franquismo en España unido a la posición beligerante del anticomunismo de las autoridades españolas durante la Dictadura de Francisco Franco, hicieron que el país resultante en Albania tras el fin de la Segunda Guerra Mundial, la República Popular de Albania, no fuera reconocido por España. La Albania comunista a su vez, al principio alineada con la Unión Soviética, tampoco fue proclive a reconocer a España o Portugal, catalogadas de dictaduras fascistas como las recientemente derrotadas en la Segunda Guerra Mundial.
Esta situación se mantendría y, de hecho, se acrecentaría en el tiempo debido al aislacionismo albanés tras la ruptura albano-soviética primero y la ruptura sino-albanesa después que sumieron al país en una situación autárquica y aislada de cualquier país de los bloques de la Guerra Fría.
A su vez, a partir de 1961, la España franquista dio cobijo a la familia real exiliada de Albania, tras la muerte de Zog I en Suresnes (Francia), la Casa de Zogu pasaría por Benidorm para acabar asestándose en una mansión de Pozuelo de Alarcón, cerca de la capital española.
Además, las autoridades franquistas acusaron a Albania de ser uno de los suministradores del Frente Revolucionario Antifascista y Patriota en 1973, consiguiendo que la animadversión entre las delegaciones políticas fuera tal que Albania dio orden a sus embajadores de no saludar bajo ninguna circunstancia a sus homólogos españoles en las misiones diplomáticas donde ambos países tuvieran representación.
Con el fin de la dictadura franquista y el comienzo de la Transición española, una redada en la mansión de Leka I de Albania, acabó en la decisión del ejecutivo español de Adolfo Suárez de ordenar a la Casa Real albanesa el buscar otro lugar de exilio, facilitando las relaciones diplomáticas con la entonces República Popular Socialista de Albania, que se empezaron a gestar aquel año desde la embajada de España en Belgrado (Yugoslavia) entre el embajador Fernando Olivié y el viceministro de exteriores albanés, Sokrates Plaka.
En Albania, la muerte de Enver Hoxha en 1985 y la llegada a la dirección del país de Ramiz Alia supuso la apertura del país tras décadas de aislamiento internacional.

### Nuevo reconocimiento mutuo
En 1986, el presidente albanés realizó una gira de reconocimientos internacionales mutuos con varios países de ambos bloques de la Guerra Fría para paliar la situación autárquica de su país. Como parte de esta gira, se realizó el reconocimiento mutuo entre la R. P. S. de Albania y el Reino de España el 12 de septiembre de 1986 a través de los embajadores Juan Durán-Loriga y Maxhun Peka.
A partir de abril de 1990, comenzaron protestas estudiantiles e industriales a lo largo de Albania englobadas dentro de las protestas y revoluciones de la Caída del Comunismo. El Partido Socialista de Albania (reconversión del parto único Partido del Trabajo de Albania), aceptó convocar elecciones multipartidistas en 1992. En 1991 tuvieron lugar unas Elecciones a la Asamblea Constituyente para derimir la legalización de los nuevos partidos políticos y en 1992 se realizaron las elecciones parlamentarias ganadas por el Partido Democrático de centroderecha, acabando con la R. P. S. de Albania y dando inicio a la República de Albania.
La variación del liderazgo de Albania no supuso demasiado cambio en las relaciones bilaterales. El primer cambio relevante se dio en 1995, con la apertura de le embajada de la República de Albania en Madrid (capital de España) el 22 de junio de 1995, con el primer embajador residente, Zef Simoni.
También cambio más la relación bialteral con la rebelión en Albania de 1997, contexto en el que España se sumó a la Operación Alba, para dar respuesta a la crisis humanitaria generada en la zona. España mandó 250 efectivos de la Bandera X de la Legión y 75 más del Mando de Apoyo Logístico.
A raíz de la incorporación de Albania en la OTAN y su petición de ingreso en la UE las relaciones bilaterales se estrecharon. En 2006, el Reino de España abrió una embajada residente en Tirana (capital de Albania), teniendo a partir de ese momento embajador propio en el país.
En 2021, el primer ministro albanés Edi Rama realizó una visita oficial a España, siendo esta la primera visita protocolaria de un jefe de Gobierno o Estado realizada entre ambos países (La familia real albanesa fue acogida cuando no tenían representación oficial del país). En 2022, el presidente del gobierno de España, Pedro Sánchez, realizó la primera visita oficial de un jefe del ejecutivo español a Albania.

## Cooperación

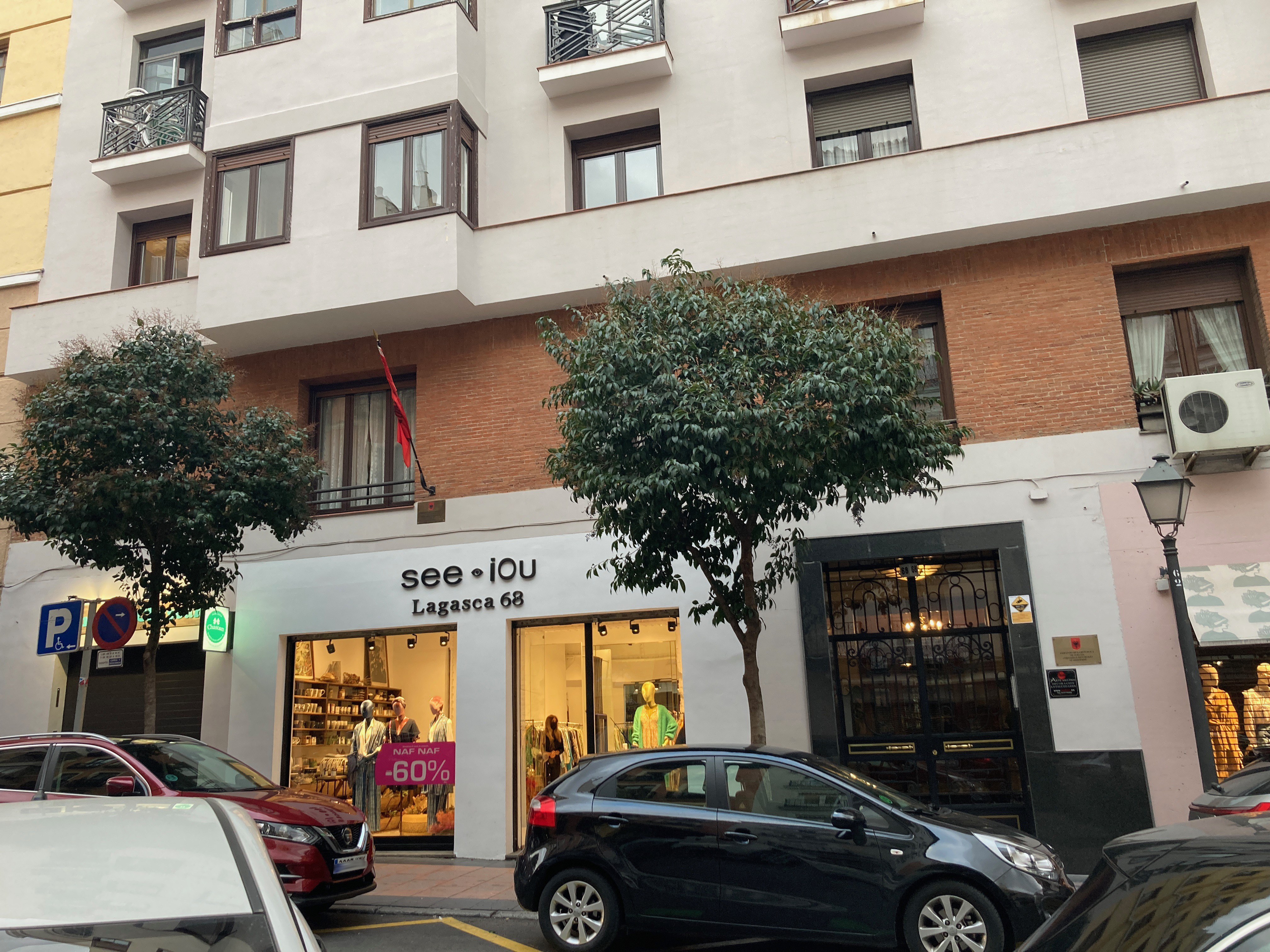
Embajada de Albania en España

En 2008, a través de la cooperación española, se creó la licenciatura de español en Albania con una primera promoción de 40 alumnos. Al año siguiente, se estableció el Departamento de Estudios Hispánicos en la Universidad de Tirana. El mismo año de 2009, el premio Príncipe de Asturias de las Letras se entregó al escritor albanés Ismail Kadaré.
En 2013, el Instituto Cervantes comenzó a presentar los DELE (Diplomas de Español como Lengua Extranjera) a instituciones de enseñanza públicas y privadas de Albania. Desde 2022, la Universidad de Tirana es el centro examinador de los DELE más importante del país.
La embajada de España apoya desde 2022 la convocatoria de la «Semana cultural de España» promovida por el Ministerio de Cultura de Albania junto al Ayuntamiento de Tirana. Así mismo, convoca becas y concursos para promover el idioma entre la población albanesa.

### Asociaciones civiles
La Asociación de Amistad España-Albania era una organización con sede en España. La asociación fue reconocida por el gobierno socialista de Albania. La organización estaba vinculada al Partido Comunista de España (marxista-leninista). En 1979 la organización comenzó a publicar  Drita Albania : (la luz de Albania).

## Misiones diplomáticas

### Misiones diplomáticas españolas en Albania
- España cuenta con una embajada en Tirana, Albania. (Desde 2006)

### Misiones diplomáticas albanesas en España
- Albania cuenta con una embajada en Madrid, España. (Desde el 22 de junio de 1995)
  - Cuenta también con un consulado en Málaga. (Desde noviembre de 2011)